# ギュンター・シュミット
ギュンター・シュミット (Günther Schmidt, 1932年8月13日 - 2005年5月29日) は、ドイツの企業家、F1チームオーナー。ATSレーシングおよびリアル・レーシングを創設した。

## 経歴
シュミットは1932年にマンハイムで生まれる。パートナーのエーリッヒ・スタールシュミットと共に、1970年代の軽合金ホイール製造の先駆者であり、アルミホイール量産のための新たなプロセスを開発した。彼は1972年に工場をバート・デュルクハイムに設立、すぐに高品質ホイール製造の評判を得、ポルシェへの供給契約を締結した。シュミットはまた、フォーミュラ・ビーにドライバーとして参加し、1972年にはホッケンハイムで勝利している。彼のビジネスの発展はレースへ参戦するために停止し、ブランド「Auto Technisches Spezialzubehör」の確立に焦点が定められた。1976年末に彼はチーム・ペンスキーの株式を購入した。1977年末にはマーチも購入した。ATSは1983年にBMWからエンジンの供給を受けたが、翌1984年をもってBMWはエンジン供給を停止し、ATSはF1から撤退することとなった。シュミットは1988年にリアル・アルミホイール社を買収し、リアル・レーシングを設立、再びF1に参入した。リアルは2年目の1989年に資金難に陥り、シュミットはチームを解散した。リアル社は彼の息子ラルフが経営、ラルフは余暇にはケータハムでレースに参加している。

## 参照
1. ↑  “Profile”.   oldracingcars.com. 2014年8月27日閲覧。
2. ↑  “Obituary”.   familienanzeigen.org. 2014年8月27日閲覧。